# Desnuque
Desnuque: Homenaje al rock and roll es el quinto álbum del músico argentino David Lebón, lanzado en 1984 por Mordisco. 
Dándole el gusto al público que pedía un regreso al rock, Lebón se despachó con un homenaje al género, incluyendo nuevos temas, algunas versiones en vivo de sus mejores rocks, un blues, una canción de amor, una versión en castellano del "Jailhouse Rock" (popularizada por Elvis Presley), y la producción de Charly García en varios temas, quien además tocó teclados y Minimoog. 
Participaron Quique Berro en guitarra rítmica y Babú Cerviño en teclados, quienes se sumaron a Daniel Colombres (batería) y Beto Satragni (bajo).
Entre los invitados figuran Celeste Carballo, quien participó en el tema "Hacelo hoy conmigo", cantado a dúo con David, el saxofonista Oscar Kreimer, y una sección de bronces, dirigida por el músico de jazz Ricardo Lew.

## Lista de temas
- Autor David Lebón, salvo los indicados.

Lado A
1. No lo ves, tonto
2. La cadena se rompió
3. Contigo que pasa
4. Hacelo hoy conmigo
5. Ya no quiero un minuto sin tu amor

Lado B
1. Rock de la cárcel (Jailhouse Rock) (Leiber-Stoller)
2. Qué te pasa, Argentina
3. Mis amigos saben
4. 32 macetas (en vivo, Lebón-Lagardé)
5. No confíes en tu suerte (en vivo)

## Personal
- David Lebón - guitarra, voz, bajo, órgano.
- Beto Satragni - bajo en B3, B4, B5.
- Daniel Colombres - batería.
- Quique Berro - guitarra en A3, B1, B2.
- Babú Cerviño - teclados, órgano en A4, B3, B4, B5.
- Charly García - sintetizador bajo Minimoog, teclados, producción en A1, A2, A3, B1.
- Oscar Kreimer - saxo en A4, A5.
- Celeste Carballo - voz en A4.
- Ricardo Lew - arreglos y dirección de sección de bronces en A2, A5, B2.
- José Granata, Domingo Mariconda, Hugo Pierre, Hugo Gervini, Enrique Varela, Tito Bisquert: sección de vientos/bronces (brasses) en A2, A5, B2